# Partido Socialista Republicano Irlandés
El Partido Socialista Republicano Irlandés (en irlandés: Páirtí Sóisialach Poblachtach na hÉireann en inglés: Irish Socialist Republican Party, abreviado como ISRP) fue un partido político irlandés fundado en 1896 por James Connolly. Su objetivo era establecer una república obrera irlandesa. El partido se dividió en 1904 tras meses de disputas políticas internas.

## Historia
El partido fue pequeño durante toda su existencia. Según el historiador del ISRP, David Lynch, el partido nunca tuvo más de 80 miembros activos. Al momento de su fundación un periodista comentó que el partido tenía más sílabas que miembros. El partido surgió del Club Socialista de Dublín cuando se presentó una moción en el pub Pierce Ryan's en Thomas Street, Dublín, para formar un partido. Connolly y otras seis personas estuvieron presentes en la reunión inaugural. 
Sin embargo, muchos historiadores irlandeses consideran al ISRP un partido de importancia fundamental en los inicios del socialismo y el republicanismo irlandés. A menudo se le describe como el primer partido socialista y republicano de Irlanda, y la primera organización en abrazar la ideología del republicanismo socialista en la isla. Durante su existencia, solo tuvo una rama realmente activa, la de Dublín. Hubo varios intentos de crear ramas en Cork, Belfast, Limerick, Naas e incluso en el norte de Inglaterra, pero sin éxito. El partido estableció vínculos con la feminista y revolucionaria Maud Gonne, quien apoyaba al partido.
El partido publicó el primer periódico socialista regular de Irlanda, the Workers' Republic (la República de los Trabajadores), presentó candidatos en las elecciones locales, también representó a Irlanda en la Segunda Internacional y promovió temas como la Guerra de los Bóers y las conmemoraciones de la rebelión de 1798. Políticamente, el ISRP se adelantó a su tiempo, colocando el llamado a una "República" independiente en el centro de su propaganda antes de que el Sinn Féin u otros lo hicieran. El ISRP se opuso al autogobierno local por considerarlo una iniciativa de la clase media y capitalista que probablemente no lograría reformas sociales.
Una reunión pública celebrada por el partido se describe en la autobiografía Tambores bajo la ventana del dramaturgo socialista irlandés Seán O'Casey.
En 1900, envió delegados al Congreso Socialista Internacional de la Segunda Internacional en París, representando a Irlanda en lugar de Gran Bretaña. También participó en la campaña contra la Guerra de los Bóers. En 1902, Connolly se presentó como candidato del ISRP en las elecciones de ese año para la Corporación de Dublín, sin lograr desbancar al titular Patrick Joseph McCall (Liga Irlandesa Unida), aunque recibió 431 votos (21,07%).
Connolly, quien era el organizador a tiempo completo del partido, se fue de Irlanda a Estados Unidos en 1903 tras un conflicto interno; de hecho, parece que fue una combinación de pequeñas luchas internas y su propia pobreza lo que llevó a Connolly a abandonar Irlanda, y no regresaría hasta 1910. Connolly se había enfrentado con el otro líder del partido, EW Stewart, por cuestiones de estrategia sindical y electoral. Un pequeño grupo de miembros del entorno de Stewart fundó una microorganización antiConnolly llamada el Partido Laborista Socialista Irlandés. En 1904, este se fusionó con los restos del ISRP para formar el Partido Socialista de Irlanda. El Partido Republicano Socialista Irlandés se considera heredero de este partido.

## Lectura adicional
- David Lynch, Política radical en la Irlanda moderna: Una historia del Partido Socialista Republicano Irlandés (ISRP) 1896-1904 (Dublín: Irish Academic Press, 2005)
- Mike Milotte, El comunismo en la Irlanda moderna: La búsqueda de la República Obrera desde 1916 (Dublín, 1984)
- Charles Townshend, Pascua de 1916: La rebelión irlandesa (Londres, 2006)
- Charles Townshend, La República: La lucha por la independencia irlandesa (Londres, 2013)
- Diccionario de biografía irlandesa (Dublín, 2007)